# Lithops optica
Lithops optica ((Marloth) N.E.Br., 1922) è una pianta succulenta della famiglia delle Aizoaceae,  endemica della Namibia.
L'epiteto specifico opticus deriva dal latino e significa occhio.

## Descrizione
Le foglie sono di colore grigio-argilla, la pagina fogliare superiore è sferica, con una grande finestra trasparente; i fiori sono bianchi con sfumature rosa.

## Conservazione
La Lista rossa IUCN classifica Lithops optica come specie prossima alla minaccia di estinzione (Near Threatened).